# 野村末一
野村 末一（のむら すえかず、1904年（明治37年）1月12日 - 1975年（昭和50年）9月28日）は、日本の実業家。三井東圧化学（現三井化学）社長や、日本化学工業協会会長を務めた。

## 人物・経歴
1924年名古屋高等商業学校（現名古屋大学経済学部）卒業、三井鉱山入社。1931年三池窒素工業入社。1937年東洋高圧工業入社。1946年東洋高圧工業取締役に昇格。1947年東洋高圧工業専務取締役。1957年東洋高圧工業取締役副社長。1963年から東洋高圧工業取締役社長を務め、1968年には三井銀行本店で三井化学工業の石毛郁治取締役社長との間で、合併調印式を行い、合併後の三井東圧化学でも社長を務めた。同年日本化学工業協会会長。1975年勲二等瑞宝章受章。